# 近江絹糸争議

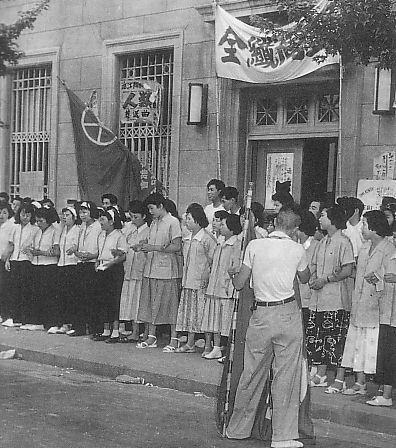
近江絹糸争議

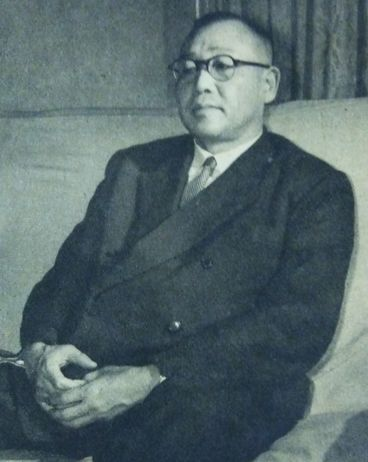
経営者、夏川嘉久次（1955年）

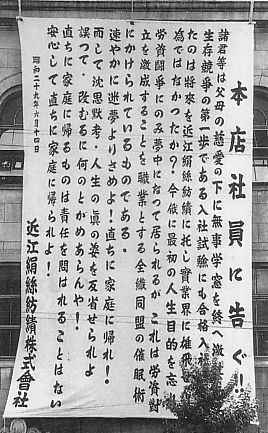
経営者側の反論文を記した垂れ幕

近江絹糸争議（おうみけんしそうぎ）は、1954年6月2日から9月16日までの105日間にわたり、近江絹糸紡績（現：オーミケンシ）において発生した大規模な労働争議。

## 争議の背景
同社は自社経営の近江高等学校生徒を工員のように使い、滋賀労働基準局から摘発されたのを始め、工員が彦根高等学校（現在の滋賀県立彦根西高等学校・滋賀県立彦根東高等学校・滋賀県立彦根工業高等学校に該当）に入学したところ近江高校への転校を強制したり、女子は結婚すると退社、男子も結婚すると転勤で、結婚すると退社か別居しかなく、本社200人中家族と同居している者は専務1人だけであった。また自宅通勤者もほとんどなく寮生活を強制していた。寮では従業員教育として、仏間での礼拝が強制された。

## 経過
本節中の記述はすべて1954年。
- 6月2日：大阪工場本社の近江絹糸紡績労働組合（5月25日結成）が会社側に対して組合の承認、宗教行事への強制参加の中止、信書の開封・私物検査の停止、結婚・外出の自由、賃金体系の確立など22項目を要求。会社側が拒否したことから、従業員はただちに工場にピケを張ってストライキに突入。社長はパリ外遊中にこの通知を知った。
- 6月4日：岸和田工場、新組合結成。
- 6月7日：彦根工場、新組合結成、スト突入。以後富士宮・中津川（9日）・大垣（10日）・岸和田（11日）・津（12日）と各工場がストに突入。
- 6月12日：富士宮工場の第2組合（全繊加盟）と第3組合（会社派）が乱闘。
- 6月13日：11日に帰国した社長が彦根工場へ到着。食堂が閉鎖され、日雇人夫300人が正門前にピケを張り、新組合員の出入りを妨害。会社側は大阪市内の浮浪者を多数雇い入れ、各工場へ送り込んだ。新組合の工員たちは市中でデモを行う。
- 6月16日：会社側が団体交渉を了承するが、翌日になって社長は出席を拒否。全繊同盟近江絹糸争議対策中央本部が抗議。
- 6月19日：彦根工場の19歳の女子工員が睡眠薬自殺を図り、3日後死亡。
- 6月28日：争議が政治問題化することを恐れた小坂善太郎労働大臣は、千金良宗三郎三菱銀行頭取、堀武芳日本勧業銀行頭取、岸道三同和鉱業副社長に調停を依頼。さらに社長と会談した結果、社長は工場視察の後7月8日に団交を開くことを約束。
- 7月3日：東京営業所の19歳の組合執行委員の男性が抗議の遺書を残し、列車に飛び込み自殺。
- 7月4日：6月30日から工場視察を始めていた社長が、最後の視察地である岸和田工場からの帰途、自動車に乗ろうとしたときに周囲を多数の労働者に囲まれ、一人が持っていた旗竿が頭に当たり負傷（31日退院）。社長は、これを計画的暴力行為であるとして、団体交渉の無期延期を通告。
- 7月13日：3人の調停役が調停打ち切りを発表。富士宮工場で原料製品搬出をめぐって警官隊と第2組合が乱闘。3名が逮捕。負傷者30数名。これを見た市民が工場になだれこみ投石、さらに警察署を取り囲み、組合員の釈放を要求。「食料、燃料を全部大阪から買って地元に金を落とさない」「機械の重油が田に流れても善処しない」など、工場への市民の不満が表面化。
- 7月15日：全繊同盟、会社側を相手どり不当労働行為の申立てを行うことを決定。中央労働委員会はこれを受理。労働大臣の申入れに基づく職権斡旋に入る。
- 7月16日：労働省は、近江絹糸に対し職員募集認可の停止など強制措置を取ることを決定。
- 7月18日：労働省は労働基準法違反の疑いで近江絹糸の本社、各工場など一斉捜索し、証拠書類多数を押収。
- 7月29日：中労委斡旋案に労使双方の代表者の会談が実現。ピケが解かれる。
- 8月4日：中労委第一次斡旋案を労使が受諾。団体交渉はじまる。
- 8月9日：就労問題で労使対立、団交決裂。再びピケが張られる。
- 8月11日：全維同盟第九回大会開催。第一次斡旋案受諾が批判され、第二次斡旋案を拒否する決議が行われる。
- 8月13日：中労委は斡旋を打ち切り、組合は第2次ストに突入。7工場で職場放棄。
- 8月22日：会社側、19日から新組合幹部116人に解雇通知を乱発。
- 8月23日：労基局、夏川社長以下各工場長らを送庁。
- 9月3日：堀田庄三住友銀行頭取、堀勧業銀行頭取、千金良三菱銀行頭取、岸同和鉱業副社長による申し入れにより協議再開。
- 9月16日：中労委第三次斡旋案を労使双方が受諾、労働組合側の要求が全面的に認められた。円満調印、一斉に操業再開した。

## 影響
革新政党や全繊同盟の全面的支援という要素が大きかったものの、「人権争議」と呼ばれたように、経営側の労働三権をはじめとした基本的人権を無視した戦前以来の前近代的な労務管理の継続に対しては、従来から不当労働行為として当局の警告を受けていたのを経営側が無視していたことに加え、更に多数の未成年女子紡績工を含む労働者が「格子なき牢獄」に置かれているという実情が明らかとされたことや会社側の弾圧に対する抗議の自殺事件まで発生するに至り、世論の同情を強く集めたことが労働組合側の勝利の背景にあったとされている。

## 関連書籍
- 朝倉克己『近江絹糸「人権争議」の真実』（2014年）ISBN 978-4-88325-544-3
- 朝倉克己『近江絹糸「人権争議」はなぜ起きたか 五年間の彦根工場潜行活動を経て（2012年）ISBN 978-4-88325-486-6
- 本田一成『写真記録・三島由紀夫が書かなかった近江絹糸人権争議　絹とクミアイ』（2019年）ISBN 978-4-7948-1118-9
- 白石道夫『体験者がつづる近江絹糸人権争議　自由と人権を求めて』（2015年）ISBN 978-4-89259-760-2

## 事件を題材にした作品
小説
三島由紀夫『絹と明察』（講談社　1964年）
随筆
外村繁 『近江商人考』